# Ernst Schubert (Kunsthistoriker)
Ernst Schubert (* 17. Juni 1927 in Halle (Saale); † 4. August 2012 in Kreischa) war ein deutscher Kunsthistoriker, Historiker und Epigraphiker.

## Leben und Wirken
Ernst Schubert, Sohn des Kunsthistorikers Wolf Schubert, studierte Klassische Philologie und Geschichte. Im März 1952 wurde er mit der Dissertation Studien zur Einhardfrage promoviert, 1954 ging er an die Arbeitsstelle für Kunstgeschichte bei der Deutschen Akademie der Wissenschaften zu Berlin. Dort war er vor allem mit dem Projekt der Deutschen Inschriften beschäftigt. Er veröffentlichte zwischen 1959 und 1968 vier Bände unter anderem mit den Inschriften der Domstädte Naumburg und Merseburg, mit denen die Bearbeitung der Inschriften in Mitteldeutschland begann. Im Juli 1965 habilitierte er sich mit einer Arbeit über die Stifterfiguren im Naumburger Westchor (Der Westchor des Naumburger Doms. Ein Beitrag zur Datierung und zum Verständnis der Standbilder). Im Jahr 1971 wechselte er an das Zentralinstitut für Alte Geschichte und Archäologie bei der Akademie der Wissenschaften der DDR.
Schubert war an zahlreichen bedeutenden Grabungen beteiligt, etwa in der Damenstiftskirche St. Servatius Quedlinburg, in den Domen zu Magdeburg, Halberstadt, Naumburg (Saale) und Meißen. Die Ergebnisse dieser Untersuchungen veröffentlichte er in mehreren Monographien und Aufsätzen, zum Teil gemeinsam mit anderen Autoren. Die Kunstgeschichte und Geschichte Mitteldeutschlands wurden die Forschungsschwerpunkte Schuberts.
Seit 1977 gehörte Ernst Schubert dem Domkapitel der Vereinigten Domstifter zu Merseburg, Naumburg und des Kollegiatstifts Zeitz an, von 1984 bis 2003 als Dechant. Nach der deutschen Vereinigung 1990 erwarb er sich besondere Verdienste um die Neuorganisation der Vereinigten Domstifter.
Schubert war seit 1990 Mitglied im Konstanzer Arbeitskreis für mittelalterliche Geschichte und seit 1991 Ordentliches Mitglied der Sächsischen Akademie der Wissenschaften zu Leipzig. Außerdem war er der erste Vorsitzende der im Jahr 1990 wieder gegründeten Historischen Kommission für Sachsen-Anhalt und bis zu seinem Tode deren Ehrenvorsitzender. Er gehörte zahlreichen weiteren wissenschaftlichen Gesellschaften und Gremien an. Schubert wurde Ehrendoktor der Universität Freiburg (Schweiz), 2002 Träger des Bundesverdienstkreuzes 1. Klasse und 2010 Träger des Verdienstordens des Landes Sachsen-Anhalt.
Ernst Schubert war langjähriger Rotarier. Er war Gründungsmitglied und 1993/94 Präsident des Rotary Clubs Halle. Für sein Engagement für Rotary wurde er zum Paul Harris Fellow ernannt. Er war verheiratet und hinterließ eine Tochter.

## Schriften (Auswahl)
- mit Jürgen Görlitz: Die Inschriften des Naumburger Doms und der Domfreiheit (= Die Deutschen Inschriften. Bd. 6). Berlin/Stuttgart 1959.
- Die Inschriften der Stadt Naumburg an der Saale (= Die Deutschen Inschriften. Bd. 7). Akademie-Verlag, Berlin/Stuttgart 1960.
- Führer durch den Naumburger Dom. Akademie-Verlag, Berlin 1964.
- Der Westchor des Naumburger Domes. Ein Beitrag zur Datierung und zum Verständnis der Standbilder (= Abhandlungen der Deutschen Akademie der Wissenschaften zu Berlin. Klasse für Sprachen, Literatur und Kunst. 1964, 1, ZDB-ID 210007-1). Akademie-Verlag, Berlin 1964, (2., unveränderte Auflage. ebenda 1965; zugleich: Berlin, Humboldt-Universität, Habilitations-Schrift, 1965).
- Der Naumburger Dom. Mit Fotos von Fritz Hege. Union, Berlin 1968.
- mit Peter Ramm: Die Inschriften der Stadt Merseburg (= Die Deutschen Inschriften. Bd. 11). Akademie-Verlag, Berlin 1968.
- mit Johanna Flemming und Edgar Lehmann: Dom und Domschatz zu Halberstadt. Aufnahmen von Klaus Günter Beyer. Böhlau, Wien 1972, ISBN 3-205-00513-9 (mehrere Auflagen).
- mit Gerhard Leopold: Die frühromanischen Vorgängerbauten des Naumburger Doms (= Corpus der romanischen Kunst im sächsisch-thüringischen Gebiet. Reihe A: Architektur. Bd. 4, ZDB-ID 192193-9). Mit Beiträgen von Paul Grimm u. a. Akademie-Verlag, Berlin 1972.
- Der Magdeburger Dom. Aufnahmen von Klaus G. Beyer. Union, Berlin 1974, (mehrere Auflagen).
- Naumburg. Dom und Altstadt. Union, Berlin 1978, (Verbesserte Ausgabe. Koehler und Amelang, Leipzig 1983; und öfter).
- mit Gerhard Leopold: Der Dom zu Halberstadt. Bis zum gotischen Neubau. Mit Beiträgen von Friedrich Bellmann, Paul Grimm, Friederike Happach, Edgar Lehmann und Ulrich Sieblist sowie einem Geleitwort von Hans Berger. Akademie-Verlag, Berlin 1984.
- mit Friedrich Möbius (Hrsg.): Skulptur des Mittelalters. Funktion und Gestalt. Böhlau, Weimar 1987, ISBN 3-7400-0053-8.
- mit Edgar Lehmann: Dom und Severikirche zu Erfurt. Fotos von Klaus G. Beyer und Constantin Beyer. Koehler & Amelang, Leipzig 1988, ISBN 3-7338-0041-9.
- Der Dom zu Naumburg. Die Geschichte der Gründung (= Große Baudenkmäler. 410, ISSN 2365-1849). Deutscher Kunstverlag, München u. a. 1990.
- Stätten sächsischer Kaiser. Quedlinburg, Memleben, Magdeburg, Hildesheim, Merseburg, Goslar, Königslutter, Meissen. Aufnahmen von Klaus G. Beyer. Urania, Leipzig u. a. 1990, ISBN 3-332-00336-4.
- Die Erforschung der Bildwerke des Naumburger Meisters (= Sitzungsberichte der Sächsischen Akademie der Wissenschaften zu Leipzig. Philologisch-Historische Klasse. 133, 4). Akademie-Verlag, Berlin 1994, ISBN 3-05-002571-9.
- Der Naumburger Dom. Mit Fotografien von János Stekovics. Stekovics, Halle an der Saale 1997, ISBN 3-929330-92-X.
- Dies diem docet. Ausgewählte Aufsätze zur mittelalterlichen Kunst und Geschichte in Mitteldeutschland. Festgabe zum 75. Geburtstag (= Quellen und Forschungen zur Geschichte Sachsen-Anhalts. Bd. 3). Herausgegeben von Hans-Joachim Krause. Böhlau, Köln u. a. 2003, ISBN 3-412-04502-0.
- Und alles fliesst bis ins Vergessen. Erlebnisse im Dritten Reich, in der DDR und in der vereinigten Bundesrepublik. Stekovics, Dößel 2009, ISBN 978-3-89923-222-6.